# ビッグボーイズ打線
ビッグボーイズ打線（ビッグボーイズだせん）は、2008年から2009年まで使われたオリックス・バファローズ打線の愛称である。

## 概要
オリックスは2000年以降、2007年まで8年連続Bクラスと長期的な不振に苦しんでいた。そこで、積極的な打線の補強に踏み切る。
2007年に東京ヤクルトスワローズを自由契約になっていたグレッグ・ラロッカ、シンシナティ・レッズで結果を残せず引退を表明していたタフィ・ローズを獲得。2008年には西武ライオンズを自由契約になっていたアレックス・カブレラを獲得した。
ローズとカブレラはシーズン本塁打55本の日本記録保持者（当時）であり、ラロッカも2004年には40本塁打101打点を記録した強打者である。この3人の外国人選手を当時オリックスの監督だったテリー・コリンズがビッグボーイズと名付けたのが、ビッグボーイズ打線の由来である。
2008年のオリックスは、ローズが打率.277、40本塁打、118打点で打点王、カブレラも打率.315、36本塁打、104打点と爆発し、ラロッカが怪我で26試合の出場に終わったものの、1997年以来の2位に輝いた。なお、ビッグボーイズの名付け親だったコリンズは5月に辞任し、大石大二郎が監督代行に就任している（その後8月に正式監督となる）。この他、同年の控え選手には清原和博もいたため、清原も時に代打でビッグボーイズ打線の仲間入りを果たすこともあった（清原は同年に引退）。
2009年はローズ、カブレラ、ラロッカは全員残留し、さらに東北楽天ゴールデンイーグルスを自由契約になったホセ・フェルナンデスを獲得。4人の外国人選手の通算本塁打が1014発（2008年終了時点）という超重量カルテットが結成され、「BIG4」と呼ばれた。本来4人の外国人野手を同時に一軍登録することはできないが、ローズは読売ジャイアンツ在籍時の2004年に国内FA権を取得して外国人枠を外れており、さらにカブレラも前年に国内FA権を取得してこの年から外国人枠を外れたため、4外国人野手を同時に一軍登録することが可能となっていた。
3月17日の北海道日本ハムファイターズとのオープン戦では、豊島明好から1イニングに4人全員がホームランを放ち、期待通りの破壊力を見せ付けた。開幕してからも当初は4人全員がスタメンに名を連ねることも多く、4月12日の千葉ロッテマリーンズ戦、4月22日の埼玉西武ライオンズ戦では4人が3番から6番まで連続してスタメンで出場した（打順は2試合とも3番カブレラ、4番ローズ、5番フェルナンデス、6番ラロッカ）。だが、翌4月23日の西武戦でカブレラが骨折すると、ローズが5月13日の西武戦、ラロッカが7月28日の福岡ソフトバンクホークス戦、フェルナンデスが9月13日の西武戦でそれぞれ骨折し、結局4月23日を最後に4人が一軍に揃うことはなかった。チームも特にローズの離脱後は長打力不足に陥り低迷、シーズンを最下位で終えることになった。
シーズン終了後にローズとフェルナンデスが自由契約となり、ビッグボーイズは事実上ここで解散。残ったカブレラとラロッカも2010年に自由契約となった。

## 布陣
※太字はリーグトップ

### 2008年
| 打順 | 守備 | 選手                 | 打席 | 打率 | 本塁打 | 打点 | 盗塁 | 出塁率 | 長打率 | OPS  | 備考                                         |
| ---- | ---- | -------------------- | ---- | ---- | ------ | ---- | ---- | ------ | ------ | ---- | -------------------------------------------- |
| 1    | 中   | 坂口智隆             | 左   | .278 | 2      | 32   | 13   | .310   | .339   | .649 | ゴールデングラブ賞（外）                     |
| 2    | 左   | 村松有人             | 左   | .265 | 1      | 16   | 4    | .327   | .350   | .677 | 7月に離脱し、小瀬が台頭。                    |
| 3    | 一   | アレックス・カブレラ | 右   | .315 | 36     | 104  | 2    | .394   | .593   | .987 | ベストナイン（一）、ゴールデングラブ賞（一） |
| 4    | DH   | タフィ・ローズ       | 左   | .277 | 40     | 118  | 2    | .394   | .583   | .977 | 打点王、ベストナイン（指）                   |
| 5    | 三   | 北川博敏             | 右   | .265 | 13     | 49   | 4    | .340   | .449   | .789 | グレッグ・ラロッカ離脱からスタメン起用。     |
| 6    | 捕   | 日高剛               | 左   | .269 | 13     | 47   | 1    | .325   | .432   | .756 | 初の規定打席到達。チームトップ18犠打。       |
| 7    | 二   | 後藤光尊             | 左   | .285 | 14     | 57   | 13   | .327   | .466   | .793 | 9月に月間21打点を記録。                      |
| 8    | 右   | 下山真二             | 右   | .270 | 10     | 44   | 3    | .344   | .438   | .782 | 1番、2番打者として多く起用。                 |
| 9    | 遊   | 大引啓次             | 右   | .258 | 3      | 26   | 1    | .291   | .371   | .662 | 得点圏打率.319を記録。                       |

| 守備  | 選手     | 打席 | 打率 | 本塁打 | 打点 | 盗塁 | 出塁率 | 長打率 | OPS  | 備考                                                 |
| ----- | -------- | ---- | ---- | ------ | ---- | ---- | ------ | ------ | ---- | ---------------------------------------------------- |
| 右    | 濱中治   | 右   | .253 | 9      | 29   | 0    | .331   | .447   | .778 | 代打としてチーム最多出場（同率に清原、村松がいる）。 |
| 三    | 塩崎真   | 右   | .222 | 1      | 6    | 0    | .314   | .294   | .608 | 主に三塁の守備固めとして起用。                       |
| 左    | 小瀬浩之 | 左   | .262 | 1      | 19   | 7    | .342   | .346   | .688 | 7月の村松離脱時、9番打者としてスタメン起用され台頭。 |
| 二    | 一輝     | 右   | .295 | 5      | 20   | 1    | .342   | .475   | .817 | 後藤、大引離脱時にスタメン起用。                     |
| 二/遊 | 阿部真宏 | 右   | .218 | 0      | 9    | 1    | .273   | .261   | .534 | 後藤、大引離脱時にスタメン起用。                     |

チーム打率:.262(リーグ5位)、得点:637点(リーグ3位)、本塁打:152本(リーグ2位)、二塁打:258本(リーグ3位)、三塁打:25本(リーグ4位)。

### 2009年
「BIG4」全員がシーズン中に骨折となり、4人が出揃った試合は6試合のみ。4月12日の打線を下記に記載。
| 打順 | 守備 | 選手                 | 打席 | 打率 | 本塁打 | 打点 | 盗塁 | 出塁率 | 長打率 | OPS  | 備考                                                   |
| ---- | ---- | -------------------- | ---- | ---- | ------ | ---- | ---- | ------ | ------ | ---- | ------------------------------------------------------ |
| 1    | 右   | 大村直之             | 左   | .291 | 0      | 30   | 5    | .326   | .341   | .667 | 左翼手としてチーム最多出場。                           |
| 2    | 中   | 坂口智隆             | 左   | .317 | 5      | 50   | 16   | .381   | .416   | .797 | ゴールデングラブ賞（外） 1番打者としてチーム最多出場。 |
| 3    | 一   | アレックス・カブレラ | 右   | .314 | 13     | 39   | 0    | .400   | .519   | .919 | 4月23日西武戦で小指骨折。                              |
| 4    | 左   | タフィ・ローズ       | 左   | .308 | 22     | 62   | 0    | .402   | .583   | .985 | 5月13日西武戦で第5中手骨骨折。                         |
| 5    | DH   | ホセ・フェルナンデス | 右   | .261 | 15     | 47   | 4    | .318   | .422   | .740 | 9月13日西武戦で左頬を骨折。                            |
| 6    | 三   | グレッグ・ラロッカ   | 右   | .287 | 12     | 43   | 0    | .357   | .487   | .844 | 7月28日ソフトバンク戦で右手第5中手骨を骨折。           |
| 7    | 二   | 後藤光尊             | 左   | .274 | 4      | 17   | 8    | .298   | .389   | .688 | 複数回肉離れで離脱。                                   |
| 8    | 捕   | 日高剛               | 左   | .254 | 5      | 34   | 1    | .291   | .356   | .647 | 7番打者としてチーム最多出場。                          |
| 9    | 遊   | 大引啓次             | 右   | .278 | 5      | 25   | 3    | .353   | .393   | .745 | 2番打者としてチーム最多出場。                          |

| 守備  | 選手     | 打席 | 打率 | 本塁打 | 打点 | 盗塁 | 出塁率 | 長打率 | OPS  | 備考                                                   |
| ----- | -------- | ---- | ---- | ------ | ---- | ---- | ------ | ------ | ---- | ------------------------------------------------------ |
| 右    | 下山真二 | 右   | .256 | 13     | 47   | 4    | .348   | .467   | .814 | 右翼手としてチーム最多出場。                           |
| 一/三 | 北川博敏 | 右   | .273 | 2      | 31   | 0    | .329   | .363   | .692 | 代打としてチーム最多出場。助っ人離脱時にスタメン起用。 |
| 二/遊 | 山﨑浩司 | 右   | .297 | 3      | 26   | 2    | .343   | .386   | .730 | 後藤離脱時にスタメン起用。                             |
| 右    | 小瀬浩之 | 左   | .303 | 0      | 11   | 7    | .335   | .359   | .693 |                                                        |
| 二/三 | 阿部真宏 | 右   | .264 | 1      | 23   | 1    | .345   | .365   | .710 | 後藤と大引離脱時にスタメン起用。                       |
| 捕    | 鈴木郁洋 | 右   | .200 | 0      | 8    | 8    | .277   | .236   | .513 | 日高離脱時にスタメン起用。                             |

チーム打率:.274(リーグ2位)、得点:585点(リーグ6位)、本塁打:118本(リーグ4位)、二塁打:257本(リーグ2位)、三塁打:12本(リーグ6位)。